# Тапальпа (муниципалитет)
Тапальпа (исп. Tapalpa) — муниципалитет в Мексике, в штате Халиско, с административным центром в одноимённом городе. Численность населения, по данным переписи 2020 года, составила 21 245 человек.

## Общие сведения
Название Tapalpa с языка науатль можно перевести как: цветная земля или земля богатая красками.
Площадь муниципалитета равна 619,4 км², что составляет 0,8 % от общей площади штата, а наиболее высоко расположенное поселение Агуа-де-ла-Атархеа находится на высоте 2719 метров.
Тапальпа граничит с другими муниципалитетами штата Халиско: на севере с Чикилистланом и Атемахак-де-Брисуэлой, на северо-востоке с Течалута-де-Монтенегро, на востоке с Амакуэкой и Саюлой, на юге с Сан-Габриелем, и на западе с Тонаей.

## Учреждение и состав
Муниципалитет был образован в 1825 году, по данным 2020 года в его состав входит 94 населённых пункта, самые крупные из которых:
| Код INEGI                  | Населённый пункт                                                                       | Численность населения (2005 год) | Численность населения (2010 год) | Численность населения (2020 год) |
| -------------------------- | -------------------------------------------------------------------------------------- | -------------------------------- | -------------------------------- | -------------------------------- |
| 086                        | Всего                                                                                  | 16057                            | 18096                            | 21245                            |
| 0001                       | Тапальпа (исп. Tapalpa) 19°56′41″ с. ш. 103°45′27″ з. д. (административный центр)      | 5301                             | 5782                             | 5955                             |
| 0019                       | Хуанакатлан (исп. Juanacatlán) 20°01′58″ с. ш. 103°41′15″ з. д.                        | 2627                             | 3016                             | 3944                             |
| 0004                       | Атакко (исп. Atacco) 19°55′32″ с. ш. 103°44′30″ з. д.                                  | 1021                             | 1202                             | 1760                             |
| 0030                       | Сан-Антонио (исп. San Antonio (San Antonio de Padua)) 19°58′02″ с. ш. 103°42′28″ з. д. | 736                              | 717                              | 1050                             |
| 0140                       | Лос-Колонос (исп. Los Colonos) 19°56′36″ с. ш. 103°46′28″ з. д.                        | 370                              | 516                              | 854                              |
| 0016                       | Лос-Эспинос (исп. Los Espinos) 19°59′09″ с. ш. 103°44′18″ з. д.                        | 625                              | 682                              | 816                              |
| 0043                       | Лома-Альта (исп. Loma Alta) 19°56′23″ с. ш. 103°45′50″ з. д.                           | 329                              | 457                              | 789                              |
| 0017                       | Феррерия-де-Тула (исп. Ferrería de Tula) 20°03′57″ с. ш. 103°43′48″ з. д.              | 474                              | 547                              | 601                              |
| —                          | Прочие                                                                                 | 4574                             | 5177                             | 5476                             |
| Названия на карте Генштаба |                                                                                        |                                  |                                  |                                  |

## Природные ресурсы
Муниципалитет располагает следующими ресурсами:
- 17 735 гектар леса, преимущественно состоящие из таких видов деревьев как: сосна, дуб, ясень, пихта, земляничное дерево, ива, акация и каркас;

- минеральные — месторождения золота, серебра, свинца, барита и известняка.

## Экономическая деятельность
По статистическим данным 2000 года, работоспособное население занято по секторам экономики в следующих пропорциях:
- сельское хозяйство, животноводство и рыбная ловля — 30,5 %;
- промышленность и строительство — 30,5 %;
- торговля, сферы услуг и туризма — 36,8 %;
- безработные — 2,2 %.

## Инфраструктура
По статистическим данным 2020 года, инфраструктура развита следующим образом:
- электрификация: 99,6 %;
- водоснабжение: 72 %;
- водоотведение: 98,4 %.